# Paul Friedrich August Ascherson
Paul Friedrich August Ascherson (Berlino, 4 giugno 1834 – Berlino, 6 marzo 1913) è stato uno storico, botanico e linguista tedesco.

## Biografia
Figlio del funzionario della sanità Ferdinand A. Moritz, Ascherson studiò presso l'università di Berlino, ma nel 1850 interruppe gli studi in medicina per dedicarsi alla botanica. Si laureò nel 1855 con una dissertazione sulla flora del Brandeburgo.  Fu assistente dal 1860 presso il Orto botanico di Berlino, dal 1865 dell'Erbario Reale, nel 1863 ebbe l'abilitazione per l'insegnamento della  botanica e nel 1873 fu nominato professore straordinario di Berlino presso l'università.
Tra il 1873-1874 accompagnò Gerhard Rohlfs nella spedizione nel deserto libico.  Dopo il 1876 partecipò ad altre spedizioni in Africa e  pubblicò opere fondamentali sulla flora d'Africa e di altri paesi.
Insieme con i botanici Ludwig Schneider e Gustav Maass, con la quale era intimo amico, fece molti viaggi per esplorare la flora regionale della Sassonia, in particolare quella del medio Elba. Nel 1890 erborizzò con Paul Graebner nel distretto Jerichower Land nella regione Sassonia-Anhalt.

## Opere
- Studiorum phytogeographicorum de Marchia Brandenburgensis specimen. Diss. Berlino 1855.
- Flora der Provinz Brandenburg, der Altmark und des Herzogthums Magdeburg, 1864
- Riflessioni intorno ad alcune piante della flora italiana, pubblicato dalla Società italiana di scienze naturali, 1867
- Der Berg Orjen an der Bocche di Cattaro. In: Zeit. Ges. Erdk., 3, pp. 319-336, Berlin, 1868
- Beitrag zur Flora Dalmatiens, 1869
- Synopsis der mitteleuropäischen Flora, 1896–1939
- Das Pflanzenreich Potamogetonaceae, 1907
- Flora des nordostdeutschen Flachlandes (außer Ostpreußen), 1898–1899
- Catalogus Cormophytorum et Anthophytorum Serbiae, 1877
- Illustration de la flore d'Egypte, 1887, Supplement 1889